# Araneus scutigerens
Araneus scutigerens este o specie de păianjeni din genul Araneus, familia Araneidae, descrisă de Hogg, 1900.
Este endemică în Victoria. Conform Catalogue of Life specia Araneus scutigerens nu are subspecii cunoscute.